# آمال عثمان
آمال عبد الرحيم عثمان (مواليد 13 فبراير 1934) هي وزيرة مصرية سابقة، وعضو في الحزب الوطني الديمقراطي المنحل ونائبة سابقة في مجلس الشعب المصري (البرلمان) عن دائرة الدقي بمحافظة الجيزة. شغلت منصب وزيرة التأمينات والشئون الاجتماعية في 15 وزارة متتالية بدأً من وزارة وزارة ممدوح سالم الثالثة وحتى وزارة كمال الجنزوري الأولى لمدة 20 سنة تقريباً خلال الفترة من 3 فبراير 1977 وحتى 8 يوليو 1997 تحت رئاسة تسع رؤساء وزارة مختلفين.

## المسيرة العلمية
- ليسانس حقوق جامعة القاهرة، 1955
- دبلوم العلوم الجنائية ثم الماجستير من جامعة القاهرة، 1958
- دكتوراة في المسائل الجنائية، جامعة القاهرة، 1964م
- دكتوراة من جامعة روما، في فكرة الأستاذ المعنوي في القانون المقارن، 1964م

## المسيرة المهنية
- الحزب الوطني الديمقراطي - المكتب السياسي
- المجلس القومي للمرأة
- أستاذة بكلية الحقوق جامعة القاهرة وأشرفت على العديد من رسائل الدكتوراه والمجاستير في قسم الجنائي ومحامية بالنقض والإدارية العليا.

## التكريم
في 20 نوفمبر 1980 منحت وسام الجمهورية من الطبقة الأولى.